# Buster Brown, Tige and Their Creator, R.F. Outcault
Buster Brown, Tige and Their Creator, R.F. Outcault è un cortometraggio muto del 1913. Il nome del regista non viene riportato nei credit. Il film presenta Richard F. Outcault, il famoso creatore di Yellow Kid, una delle prime strisce a fumetti, con il suo nuovo personaggio, quello di Buster Brown insieme al suo cane Tige.

## Trama
Come vivono nella vita reale Buster Brown e Tige insieme al loro creatore, Richard F. Outcault: i due, da un palco, assistono in teatro a un'esibizione di Outcault. Mentre Buster Brown e Tige possono rendersi conto di come gli altri li vedono, l'autore si diverte a divulgare i loro segreti al pubblico.

## Produzione
Il film fu prodotto dalla Essanay Film Manufacturing Company.

## Distribuzione
Distribuito dalla General Film Company, il film - un cortometraggio di una bobina - uscì nelle sale cinematografiche USA il 20 maggio 1913.